# Thorildska huset
Thorildska huset är en byggnad vid Västra gatan 2 i Kungälv. Byggnaden, som varit skola, samt telegraf- och telefonstation, är byggnadsminne sedan den 25 oktober 1982. Den är numera privatbostad.

## Historia
Stadens trivialskola, i vilken skalden och filosofen Thomas Thorild fick sin utbildning under åren 1767–1772, låg på platsen för dagens byggnad. Byggnaden finns markerad på 1696 års karta. Skolbyggnaden brann ner i den stora branden år 1796, men återuppfördes därefter. Skolan kom senare att gå under namnet Pedagogin. Sedan skolan år 1893 flyttat till fästningsholmen kom huset därefter att inrymma telegraf- och telefonstation.

## Beskrivning
Byggnaden ligger i norra delen av Stora Torget vid Västra gatan. Den är uppförd i två våningar utan källare. De vitmålade fasaderna är klädda med locklistpanel. Äldre locklistpanel av bredare typ finns bevarad på fasaden mot gatan samt på den västra gaveln. Knutarna är inklädda. Fönstren är symmetriskt placerade i fasaden och vardera bågen är indelad i två lufter. Entrén är belägen på byggnadens baksida där våningsplanen har separata ingångar. Sadeltaket är täckt med enkupigt tegel.
Fasaderna mot gatan har kvar sin äldre prägel medan byggnadens gårdsfasad är ombyggd i senare tid. I samband med skiftande funktioner har äldre fast inredning ersatts med ny. Endast bärande delar är intakta.
Portlidret är sammanbyggt med grannfastigheten Strandska huset. Av portlidrets äldre utseende återstår lunettfönstret, samt den dubbla porten mot gatan. De är dock nytillverkade i enlighet med ursprungligt utseende.